# Spellemannprisen 2008
Der Spellemannpris 2008 war die 37. Ausgabe des norwegischen Musikpreises Spellemannprisen. Die Nominierungen berücksichtigten Veröffentlichungen des Musikjahres 2008. Die Verleihung der Preise fand am 24. Januar 2009 statt. In der Kategorie „Årets Spellemann“ wurde Espen Lind ausgezeichnet.

## Verleihung
Die Verleihung fand am 24. Januar 2009 im Oslo Spektrum statt. Die Sendung wurde von TV 2 ausgestrahlt. Die Nominierungen wurden am 6. Januar 2009 bekannt gegeben. Die Tatsache, dass Espen Lind und nicht Madcon in der Hauptkategorie „Årets Spellemann“ ausgezeichnet wurde, wurde in einigen Medien kritisiert. Robert Hoftun Gjestad von der Aftenposten bezeichnete dies als einen Skandal.

## Gewinner
| Kategorie                                                      | Gewinner              | Werk                                      |
| -------------------------------------------------------------- | --------------------- | ----------------------------------------- |
| Barneplate (Kinderplatte)                                      | Trondheim Sinfonietta | Så rart…!                                 |
| Blues                                                          | Orbo & the Longshots  | High Roller                               |
| Country                                                        | Ida Jenshus           | Color of the Sun                          |
| Danseorkester (Tanzorchester)                                  | Ingemars              | I Finnskogens rike                        |
| Elektronika                                                    | Lindstrøm             | Where You Go I Go Too                     |
| Folkemusikk/Gammaldans (Volksmusik/Gammaldans)                 | Gjermund Larsen Trio  | Ankomst                                   |
| Hip Hop                                                        | Karpe Diem            | Fire Vegger                               |
| Jazz                                                           | Helge Lien Trio       | Hello Troll                               |
| Klassisk musikk (klassische Musik)                             | Henning Kraggerud     | Eugéne Ysaye: Six Sonatas for Solo Violin |
| Kvinnelig Artist (Künstlerin)                                  | Maria Mena            | Cause and Effect                          |
| Mannlig Artist (Künstler)                                      | Thom Hell             | God if I Saw Her Now                      |
| Metal                                                          | Enslaved              | Vertebrae                                 |
| Popgruppe                                                      | Real Ones             | All for the Neighbourhood                 |
| Rock                                                           | Lukestar              | Lake Toba                                 |
| Samtidsmusikk (Gegenwartsmusik)                                | Ellen Ugelvik         | George Crumb: Makrokosmos I-II            |
| Viser (Weisen)                                                 | Halvdan Sivertsen     | Mellom oss                                |
| Åpen Klasse (Offene Klasse)                                    | Farmers Market        | Surfin' USSR                              |
| Årets Bransjepris (Branchenpreis des Jahres)                   | Audun Tylden          | –                                         |
| Årets Eksportpris (Exportpreis des Jahres)                     | Madcon                | –                                         |
| Årets Hit (Hit des Jahres)                                     | The BlackSheeps       | Oro Jaska Beana                           |
| Årets Musikkvideo (Musikvideo des Jahres)                      | Madcon                | Liar                                      |
| Årets Nykommer (Newcomer des Jahres)                           | Ida Maria             | Fortress Round My Heart                   |
| Årets populærkomponist (Populärkomponist des Jahres)           | Thom Hell             | Darling                                   |
| Årets samtidskomponist (zeitgenössischer Komponist des Jahres) | Risto Holopainen      | Garbage Collection                        |
| Årets Spellemann (Spellemann des Jahres)                       | Espen Lind            | –                                         |
| Årets Tekstforfatter (Textautor des Jahres)                    | Odd Børretzen         | Paradise Bay                              |

## Nominierte
Barneplate
- Klaus Sonstad: Indianer Cowboy
- Maj Britt Andersen: Pulverheksas jul
- Trondheim Sinfonietta: Så rart…!

Blues
- Good Time Charlie: Mojo Energy
- Orbo & the Longshots: High Roller
- Rita Engedalen: The Tree Still Standing

Country
- Ida Jenshus: Color of the Sun
- Ila Auto: Over the Next Hill
- Rita Eriksen: Hjerteslag
- Roy Lønhøiden: Når dagen demrer blått

Danseorkester
- Ingemars: I Finnskogens rike
- Sogns: Det koster å vara kar
- Steinar Engelbrektson Band: Rabalder

Elektronika
- Lindstrøm: Where You Go I Go Too
- Mental Overdrive: You are Being Manipulated
- Skatebård: Cosmos

Folkemusikk/Gammaldans
- Flukt: Stille før stormen
- Gjermund Larsen Trio: Ankomst
- John Ole Morken: Slåtter fra Hessdalen, Haltdalen og Ålen
- Ragnhild Furebotten, Tore Bruvoll: Hekla stålstrenga

Hip Hop
- Chris Lee: Worry No
- Karpe Diem: Fire Vegger
- Madcon: An InConvenient Truth

Jazz
- Helge Lien Trio: Hello Troll
- Mathias Eick: The Door
- Moment: Paradiso
- Radka Toneff: Butterfly

Klassisk musikk
- Henning Kraggerud: Eugéne Ysaye: Six Sonatas for Solo Violin
- Leif Ove Andsnes, Det Norske Kammerorkester: Mozart: Piano Concertos 17 & 20
- Trondheimsolistene: Divertimenti

Kvinnelig Artist
- Ane Brun: Changing of the Seasons
- Ingrid Olava: Juliet's Wishes
- Maria Mena: Cause and Effect
- Marit Larsen: The Chase

Mannlig artist
- Bjørn Eidsvåg: Pust
- Julian Berntzen: Rocket Ship Love
- Thom Hell: God if I Saw Her Now
- Åge Aleksandersen og Sambandet: Katalysator

Metal
- Benea Reach: Alleviat
- Enslaved: Vertebrae
- Keep of Kalessin: Kolossus

Popgruppe
- Lester: This Village
- Real Ones: All for the Neighbourhood
- The Margarets: Twenty Years Erased

Rock
- Grand Island: Boys & Brutes
- Lukestar: Lake Toba
- Motorpsycho: Little Lucid Moments
- Tommy Tokyo & Starving for my Gravy: Smear Your Smiles Back On

Samtidsmusikk
- Ellen Ugelvik: George Crumb: Makrokosmos I-II
- Nordic Voices: Djånki Don
- Rolf Wallin, Oslo Filharmoniske Orkester: Act

Viser
- Halvdan Sivertsen: Mellom oss
- Odd Børretzen, Lars Martin Myhre: Syv sørgelige sanger og tre triste
- Odd Nordstoga: Pilegrim
- Vamp: St. Mandag

Åpen Klasse
- Annbjørg Lien: Waltz With Me
- Farmers Market: Surfin' USSR
- verschiedene Künstler: Sorgen og gleden
- Lars Horntveth: Kaleidoscopic

Årets hit
- Erlend Bratland: Lost
- Espen Lind: Scared of Height
- Maria Haukaas Storeng: Hold on be Strong
- Marit Larsen: If a Song Could Get Me You
- The BlackSheeps: Oro Jaska Beana

Årets musikkvideo
- Beady Belle: Self-Fulfilling
- Madcon: Liar
- Madrugada: Look Away Lucifer
- Maria Mena: All This Time
- Thom Hell: My Heart is Longing for a Soul

Årets nykommer
- Erlend Bratland: True Colors
- Ida Maria: Fortress Round My Heart
- Ingrid Olava: Juliet's Wishes
- Katzenjammer: Le Pop

Årets populærkomponist
- Ingrid Olava: Back to Love
- Odin Staveland: Vamp: St. Mandag
- Thom Hell: Darling

Årets samtidskomponist
- Maja Ratkje: River Mouth Echoes
- Ole-Henrik Moe: Vent litt lenger
- Risto Holopainen: Garbage Collection

Årets tekstforfatter
- Bjørn Eidsvåg: Jerusalem
- Jeff Wasserman: Keep Her From Going to You
- Odd Børretzen: Paradise Bay